# Боннанаро
Боннанаро (італ. Bonnanaro, сард. Bunnanaru) — муніципалітет в Італії, у регіоні Сардинія,  провінція Сассарі.
Боннанаро розташоване на відстані близько 350 км на південний захід від Рима, 150 км на північ від Кальярі, 28 км на південний схід від Сассарі.
Населення — 992 особи (2014).
Щорічний фестиваль відбувається 23 квітня. Покровитель — святий Юрій.

## Демографія
Населення за роками:

Станом на 1 січня 2023 року в муніципалітеті офіційно проживало 17 іноземців з 5 країн, серед них 14 громадян країн Євросоюзу.

## Сусідні муніципалітети
- Бессуде
- Борутта
- Морес
- Сіліго
- Торральба